# Championnat d'Allemagne de football 1911-1912
Navigation
Meisterschaft
(Verbandsligen)
1910-1911 Meisterschaft
(Verbandsligen)
1912-1913
La saison 1911-1912 du Championnat d'Allemagne de football était la 10e édition de la première division allemande.
Huit clubs participent à la compétition nationale, il s'agit des clubs champions de 7 régions d'Allemagne plus le champion sortant, le Viktoria 89 Berlin. Le championnat national est disputé sous forme de coupe à élimination directe. 
C'est le Holstein Kiel qui remporte la compétition nationale. Il s'agit du premier titre de champion d'Allemagne de son histoire.

## Les 8 clubs participants
(entre parenthèses, la région d'appartenance du club)
- BuEV Dantzig (Baltique)
- BFC Preussen (Brandebourg)
- SpVgg Leipzig (Centre)
- Holstein Kiel (Nord)
- Karlsruher SC (Sud)
- FC Cologne (Ouest)
- ATV Liegnitz (Sud-Est)
- Viktoria 89 Berlin (champion en titre)

## Compétition
La compétition a lieu sous forme de coupe, avec match simple.

### Tableau final
|  | Quarts de finale              | Quarts de finale     | Quarts de finale        | Quarts de finale     |                      |                      | Demi-finales         | Demi-finales         | Demi-finales         | Demi-finales         |  |  | Finale                 | Finale                 | Finale                 | Finale                 |
|  |                               |                      |                         |                      |                      |                      |                      |                      |                      |                      |  |  |                        |                        |                        |                        |
|  | 5 mai 1912 à Dantzig          | 5 mai 1912 à Dantzig | 5 mai 1912 à Dantzig    | 5 mai 1912 à Dantzig |                      |                      | 19 mai 1912 à Berlin | 19 mai 1912 à Berlin | 19 mai 1912 à Berlin | 19 mai 1912 à Berlin |  |  | 26 mai 1912 à Hambourg | 26 mai 1912 à Hambourg | 26 mai 1912 à Hambourg | 26 mai 1912 à Hambourg |
|  | 5 mai 1912 à Dantzig          | 5 mai 1912 à Dantzig | 5 mai 1912 à Dantzig    | 5 mai 1912 à Dantzig |                      |                      | 19 mai 1912 à Berlin | 19 mai 1912 à Berlin | 19 mai 1912 à Berlin | 19 mai 1912 à Berlin |  |  | 26 mai 1912 à Hambourg | 26 mai 1912 à Hambourg | 26 mai 1912 à Hambourg | 26 mai 1912 à Hambourg |
|  | BuEV Dantzig                  | BuEV Dantzig         | 0                       | 0                    |                      |                      | 19 mai 1912 à Berlin | 19 mai 1912 à Berlin | 19 mai 1912 à Berlin | 19 mai 1912 à Berlin |  |  | 26 mai 1912 à Hambourg | 26 mai 1912 à Hambourg | 26 mai 1912 à Hambourg | 26 mai 1912 à Hambourg |
|  | BuEV Dantzig                  | BuEV Dantzig         | 0                       | 0                    |                      |                      | 19 mai 1912 à Berlin | 19 mai 1912 à Berlin | 19 mai 1912 à Berlin | 19 mai 1912 à Berlin |  |  | 26 mai 1912 à Hambourg | 26 mai 1912 à Hambourg | 26 mai 1912 à Hambourg | 26 mai 1912 à Hambourg |
|  | Viktoria 89 Berlin T          | Viktoria 89 Berlin T | 7                       | 7                    |                      |                      | 19 mai 1912 à Berlin | 19 mai 1912 à Berlin | 19 mai 1912 à Berlin | 19 mai 1912 à Berlin |  |  | 26 mai 1912 à Hambourg | 26 mai 1912 à Hambourg | 26 mai 1912 à Hambourg | 26 mai 1912 à Hambourg |
|  | Viktoria 89 Berlin T          | Viktoria 89 Berlin T | 7                       | 7                    | Viktoria 89 Berlin T | Viktoria 89 Berlin T | 1                    | 1                    |                      |                      |  |  | 26 mai 1912 à Hambourg | 26 mai 1912 à Hambourg | 26 mai 1912 à Hambourg | 26 mai 1912 à Hambourg |
|  | 5 mai 1912 à Hambourg         |                      |                         |                      | Viktoria 89 Berlin T | Viktoria 89 Berlin T | 1                    | 1                    |                      |                      |  |  | 26 mai 1912 à Hambourg | 26 mai 1912 à Hambourg | 26 mai 1912 à Hambourg | 26 mai 1912 à Hambourg |
|  |                               |                      | Holstein Kiel a.p.      | Holstein Kiel a.p.   | 2                    | 2                    |                      |                      |                      |                      |  |  | 26 mai 1912 à Hambourg | 26 mai 1912 à Hambourg | 26 mai 1912 à Hambourg | 26 mai 1912 à Hambourg |
|  | Holstein Kiel                 | Holstein Kiel        | Holstein Kiel a.p.      | Holstein Kiel a.p.   | 2                    | 2                    | 2                    | 2                    |                      |                      |  |  | 26 mai 1912 à Hambourg | 26 mai 1912 à Hambourg | 26 mai 1912 à Hambourg | 26 mai 1912 à Hambourg |
|  | Holstein Kiel                 | Holstein Kiel        | 19 mai 1912 à Francfort |                      |                      |                      | 2                    | 2                    |                      |                      |  |  | 26 mai 1912 à Hambourg | 26 mai 1912 à Hambourg | 26 mai 1912 à Hambourg | 26 mai 1912 à Hambourg |
|  | BFC Preussen                  | BFC Preussen         | 1                       | 1                    |                      |                      |                      |                      |                      |                      |  |  | 26 mai 1912 à Hambourg | 26 mai 1912 à Hambourg | 26 mai 1912 à Hambourg | 26 mai 1912 à Hambourg |
|  | BFC Preussen                  | BFC Preussen         | 1                       | 1                    | Holstein Kiel        | Holstein Kiel        | 1                    | 1                    |                      |                      |  |  |                        |                        |                        |                        |
|  | 12 mai 1912 à Mönchengladbach |                      |                         |                      | Holstein Kiel        | Holstein Kiel        | 1                    | 1                    |                      |                      |  |  |                        |                        |                        |                        |
|  |                               |                      | Karlsruher SC           | Karlsruher SC        | 0                    | 0                    |                      |                      |                      |                      |  |  |                        |                        |                        |                        |
|  | Karlsruher SC                 | Karlsruher SC        | Karlsruher SC           | Karlsruher SC        | 0                    | 0                    | 8                    | 8                    |                      |                      |  |  |                        |                        |                        |                        |
|  | Karlsruher SC                 | Karlsruher SC        |                         |                      |                      |                      |                      |                      |                      |                      |  |  |                        |                        |                        |                        |
|  | FC Cologne                    | FC Cologne           | 1                       | 1                    |                      |                      |                      |                      |                      |                      |  |  |                        |                        |                        |                        |
|  | FC Cologne                    | FC Cologne           | 1                       | 1                    | Karlsruher SC        | Karlsruher SC        | 3                    | 3                    |                      |                      |  |  |                        |                        |                        |                        |
|  | 5 mai 1912 à Dresde           |                      |                         |                      | Karlsruher SC        | Karlsruher SC        | 3                    | 3                    |                      |                      |  |  |                        |                        |                        |                        |
|  |                               |                      | SpVgg Leipzig           | SpVgg Leipzig        | 1                    | 1                    |                      |                      |                      |                      |  |  |                        |                        |                        |                        |
|  | SpVgg Leipzig                 | SpVgg Leipzig        | SpVgg Leipzig           | SpVgg Leipzig        | 1                    | 1                    | 3                    | 3                    |                      |                      |  |  |                        |                        |                        |                        |
|  | SpVgg Leipzig                 | SpVgg Leipzig        |                         |                      |                      |                      |                      | 3                    |                      |                      |  |  |                        |                        |                        |                        |
|  | ATV Liegnitz                  | ATV Liegnitz         | 2                       | 2                    |                      |                      |                      |                      |                      |                      |  |  |                        |                        |                        |                        |
|  | ATV Liegnitz                  | ATV Liegnitz         | 2                       | 2                    |                      |                      |                      |                      |                      |                      |  |  |                        |                        |                        |                        |
|  |                               |                      |                         |                      |                      |                      |                      |                      |                      |                      |  |  |                        |                        |                        |                        |

## Bilan de la saison
| Tableau d'Honneur                   |               |
| Compétition                         | Vainqueur     |
| Championnat d'Allemagne de football | Holstein Kiel |